# 覇陵県
覇陵県（はりょう-けん）は、紀元前171年から紀元3世紀頃まで、中国の漢代にあった県の一つである。前漢の都長安の東、現在の陝西省西安市灞橋区にあった。

## 歴史
もと芷陽といい、前漢の文帝9年（前171年）に覇陵と改称した。覇は近くを流れる覇水に由来し、そこに造ることを決めた陵墓の名が覇陵、置いた県が覇陵県である。
『史記』漢興以来将相名臣年表には、文帝9年に芷陽郷をもって覇陵となすとある。覇陵県以前に芷陽は県でなく郷であったと読める。『漢書』地理志には、覇陵はもと芷陽といい、文帝が名をあらためたとある。この覇陵は県のことなので、文帝が置くと記さない以上、それ以前も県だったと読める。いずれにせよ芷陽県の有無は明記されていないので、覇陵県新設とするか芷陽県改称とするかは解釈が分かれる。文帝はその後元7年（前157年）7月に死に、覇陵に葬られた。
覇陵県ははじめ内史の管轄で、建元6年（前135年）に内史が左右に分割されたとき右内史の管轄とされ、太初元年（前104年）に右内史が京兆尹と改称した。
新の天鳳元年（17年）4月、京兆尹は廃止され、覇陵県は新設の光尉郡の下に置かれた。また、年は不明だが水章県（すいしょうけん）と改称した。
後漢でまた覇陵県の名に戻り、引き続き京兆尹に属した。覇陵県の下には枳道亭と長門亭があった。
晋代までに覇城県に改称した。

## 行政長官
- 前漢の覇陵令（県令）
  - 董恭 - 哀帝（前7年 - 前1年）代
- 後漢の覇陵令
  - 皇甫嵩